# Árabe peninsular
O árabe peninsular é um conjunto de variantes da língua árabe relacionadas entre si, faladas principalmente nos países da Península Arábica e pertencentes ao grupo do árabe oriental.

## Principais variantes
- Árabe hejazi, falado principalmente na região de Hejaz
- Árabe najdi, falado principalmente na região de Négede.
- Árabe do Golfo, falado principalmente na costa do Golfo Pérsico.
- Árabe bareinita, falado no Bahrein e na região costeira próxima.
- Árabe shihhi, falado na Península de Moçandão.
- Árabe omani, falado na costa leste de Omã.
- Árabe iemenita, falado principalmente no Iêmen.
- Árabe dofari, falado na costa sul de Omã e leste do Iêmen.